# Diocesi di Nilopoli
La diocesi di Nilopoli (in latino: Dioecesis Nilopolitana) è una sede soppressa e sede titolare della Chiesa cattolica.

## Storia
Nilopoli, identificabile con Delas, è un'antica sede episcopale della provincia romana dell'Arcadia nella diocesi civile d'Egitto. Faceva parte del patriarcato di Alessandria ed era suffraganea dell'arcidiocesi di Ossirinco.
Il primo vescovo attribuito a questa antica diocesi è san Cheremone, di cui parla Eusebio di Cesarea nella sua Storia ecclesiastica, che morì all'epoca delle persecuzioni dell'imperatore Decio (249-251); già anziano, fuggì con la propria moglie sulle montagne dell'Arabia, non fece più ritorno e non venne mai più ritrovato. Dionigi di Alessandria lo ricorda come un "eletto" e un "vincitore", alla stregua dei santi martiri.
Il secondo vescovo è Teone, che nella prima parte della sua carriera ecclesiastica aveva aderito allo scisma meleziano. Infatti, il suo nome appare per la prima volta nella lista, trasmessaci da Atanasio di Alessandria, dei vescovi meleziani che Melezio di Licopoli inviò all'arcivescovo Alessandro di Alessandria all'indomani del concilio di Nicea del 325. Lo stesso Teone, ritornato all'ortodossia, fece parte del gruppo di vescovi che Atanasio di Alessandria portò con sé al concilio di Tiro del 335. Infine, nella Lettera festale XIX del 347, Atanasio riporta una lista di vescovi recentemente deceduti, tra cui si trova anche il nome di Teone d Nicopoli.
La stessa lettera festale menziona anche i nomi di due vescovi successori di Teone, Amanzio e Isacco, confermati da Atanasio sulla sede di Nicopoli. Non è rara in Egitto la presenza di due vescovi sulla stessa sede, ma in genere ciò è dovuto al fatto che uno dei due era un vescovo scismatico ritornato alla fede cattolica. Nel caso di Nicopoli invece, la lettera festale non spiega i motivi della disputa intercorsa tra Amanzio e Isacco, forse dovuta ad un problema di successione a Teone, che portò alla nomina di due vescovi, entrambi ammessi da Atanasio, per spirito di riconciliazione, sulla sede di Nicopoli. I nomi dei vescovi Amanzio e Isacco, ma senza l'indicazione della sede di appartenenza, appaiono anche nell'elenco dei prelati egiziani che parteciparono al concilio celebrato da Atanasio, al suo rientro dall'esilio, nel 346.
Gli Apoftegmi dei Padri (Apophthegmata Patrum) fanno menzione del monaco Adelfio, vescovo di Nicopoli, vissuto tra IV e V secolo. Questo vescovo potrebbe essere identificato con l'omonimo vescovo, indicato senza la sede di appartenenza, menzionato nella Lettera festale XL del 368.
Il vescovo Eusebio figura tra i padri che parteciparono al concilio di Efeso del 431.
A questi vescovi, vissuti in epoca bizantina, Le Quien aggiunge quattro vescovi copti, vissuti tra XI e XII secolo, Pietro (ca. 1082), Michele, Menas (1115) e Marco.
Dal XVIII secolo Nilopoli è annoverata tra le sedi vescovili titolari della Chiesa cattolica; la sede è vacante dal 10 gennaio 1978. Il suo ultimo titolare è stato Luis Sánchez-Moreno Lira, vescovo ausiliare di Chiclayo e prelato di Yauyos in Perù.

## Cronotassi

### Vescovi greci
- San Cheremone † (metà del III secolo)
- Teone † (prima del 325 - circa 347 deceduto)
- Amanzio e Isacco † (menzionati nel 347)
- Adelfio † (IV-V secolo)
- Eusebio † (menzionato nel 431)

### Vescovi titolari
- Franciscus Aloysius von Lamberg † (19 novembre 1725 - prima del 15 novembre 1732 deceduto)
- Adam Stanisław Grabowski † (22 giugno 1733 - 26 settembre 1736 nominato vescovo di Chełmno)
- Franciszek Ksawery Rydzyński † (18 settembre 1780 - 18 dicembre 1795 nominato vescovo di Chełmno)
  - James Louis O'Donel, O.F.M.Obs. † (23 dicembre 1795 - 5 gennaio 1796 nominato vescovo titolare di Tiatira) (vescovo eletto)
- James Dillon † (5 gennaio 1796 - 30 agosto 1800 nominato vescovo di Kilmore)
- John McElvoy † (30 gennaio 1801 - 20 settembre 1801 deceduto)
- Tomás Sala, O.P. † (14 agosto 1818 - 1º ottobre 1828 deceduto)
- Étienne Jérôme Rouchouze, SS.CC. † (14 giugno 1833 - marzo 1843 deceduto)
- San Giustino de Jacobis, C.M. † (6 luglio 1847 - 31 luglio 1860 deceduto)
- Walter Herman Jacobus Steins, S.I. † (18 dicembre 1860 - 11 gennaio 1867 nominato arcivescovo titolare di Bosra)
- József Szabó † (22 giugno 1868 - 27 aprile 1884 deceduto)[8]
- Francisco Souza Prado de Lacerda † (16 febbraio 1886 - 27 gennaio 1889 succeduto vescovo di Angra)
- Giuseppe Consenti, C.SS.R. † (23 giugno 1890 - 26 gennaio 1893 succeduto vescovo di Nusco)
- Teodosio Maria Gargiulo † (18 marzo 1895 - 21 giugno 1895 succeduto vescovo di Oria)
- Neil McNeil † (6 agosto 1895 - 28 febbraio 1904 nominato vescovo di Saint George's)
- Juan Bautista Gorordo † (29 aprile 1909 - 2 aprile 1910 nominato vescovo di Cebu)
- John Mark Gannon † (13 novembre 1917 - 26 agosto 1920 nominato vescovo di Erie)
- Francisco Javier Baztán y Urniza † (18 ottobre 1920 - 14 dicembre 1926 deceduto)
- Palmyre-Georges Jansoone † (14 gennaio 1927 - 4 settembre 1940 deceduto)
- Costantino Stella † (24 agosto 1942 - 18 gennaio 1945 nominato vescovo di Nocera Umbra-Gualdo Tadino)
- Lorenzo Giacomo Inglese, O.F.M.Cap. † (12 settembre 1945 - 19 gennaio 1951 deceduto)
- Antoine Hubert Thijssen, S.V.D. † (8 marzo 1951 - 3 gennaio 1961 nominato vescovo di Larantuka)
- Luis Sánchez-Moreno Lira † (20 febbraio 1961 - 10 gennaio 1978 dimesso)